# Gagik I. (Kachetien)
Gagik I. (georgisch გაგიკი) war zwischen 1039 und 1058 König von Kachetien (östliches Georgien).

## Leben
Gagik I.war ein Sohn des armenischen Bagratidenkönigs David I. Seine Mutter mit Namen Zoracertel war eine Schwester des kachetischen Königs Kvirike III., der Gagik als Sohn und Erbfolger adoptierte. Als Kvirike III. im Jahr 1029 verstarb, annektierte der georgische König Bagrat IV. Kachetien. Es gelang aber dem kachetischen Adel, die Monarchie im Jahr 1039 wieder herzustellen und Gagik als König einzusetzen. Gagik vermochte Krone und Königreich zu bewahren, indem er zwischen Bagrat IV. und dem mächtigen Kriegsherrn Liparit IV., Herzog von Kldekari, lavierte. So half er 1038/1040 Bagrat IV.  bei seinen Unternehmungen gegen das Emirat von Tiflis, die erhoffte Wiedereroberung von Tiflis schlug jedoch fehl. Als der georgische König aber versuchte, seine Besitztümer in Heretien zu konfiszieren, verbündete er sich mit Liparit. In der resultierenden Revolution von 1046 bis 1047 konnte er eine mehr oder weniger stabile Kontrolle über seine Territorien wiederherstellen.
Nach Gagiks Tod im Jahr 1058 folgte ihm sein Sohn Aghsartan I. auf den Thron.
Anmerkung: Marie-Félicité Brosset datierte den Tod von Kvirike III. auf das Jahr 1039. Somit wäre Gagik I. direkt auf Kvirike III. gefolgt.